# Rage for Order
《Rage for Order》는 1986년 6월 27일에 발매된 미국의 프로그레시브 메탈 밴드 퀸스라이크의 두 번째 스튜디오 음반이다. 이 음반은 2003년 5월 6일에 네 곡의 보너스 트랙과 함께 재발매되었다.

## 배경
《Rage for Order》는 밴드의 이전 음반들보다 더 프로그레시브 스타일이었으며, 이중 기타 접근 방식을 사용하는 층층이 있고 복잡한 음악 구조를 가지고 있었지만, 키보드도 함께 발전시켰다. 가사를 통해 이 음반은 사회적/개인적, 정치적 및 기술적 주제를 탐구했으며, 특히 인공지능과 정부의 침입의 위험성을 강조했다. 로봇 공학의 개념은 스타카토 리듬과 역 에코와 같은 보컬 효과를 사용하여 강조되었다.
밴드의 경영진은 퀸스라이크에게 글램 록, 글램 메탈 또는 고딕 메탈과 더 연관된 이미지를 요구했다. 그 결과 프로모션 사진과 커버 아트에는 트렌치코트, 짙은 메이크업, 파마를 한 밴드 멤버들의 모습이 담겨 있었다.
달벨로의 노래 〈Gonna Get Close to You〉의 커버곡이 음반의 첫 싱글로 선정되었다.
《Rage for Order》를 지원하는 투어는 약 7개월에 걸쳐 진행되었으며, 래트, AC/DC, 본 조비, 오지 오스본의 오프닝 공연이 포함되었다. 하지만 그들의 음악은 그다지 잘 맞지 않았다.

## 반응
| 전문가 평가                      | 전문가 평가 |
| 평가 점수                        | 평가 점수   |
| 출처                             | 점수        |
| -------------------------------- | ----------- |
| AllMusic                         | [ 4 ]       |
| Collector's Guide to Heavy Metal | 7/10        |
| Kerrang!                         | [ 6 ]       |
| Rock Hard (GER)                  | 9.5/10      |
| The Rolling Stone Album Guide    | [ 8 ]       |

회고적 리뷰에서 올뮤직의 로버트 테일러는 《Rage for Order》에 대해 엇갈린 반응을 보였다. 테일러는 밴드가 "이번 발매에서 약간의 우위를 잃었다"고 말하며 음반의 사운드를 당시의 글램 메탈 무브먼트와 비교했다. 리뷰에서는 제프 테이트의 보컬을 칭찬했지만 가사를 "강렬한" 것이라고 표현하며 잘 늙지 않았다고 말했다.

## 곡 목록
| #  | 제목                       | 작사·작곡                               | 재생 시간 |
| -- | -------------------------- | --------------------------------------- | --------- |
| 1. | 〈Walk in the Shadows〉    | 크리스 디가모, 제프 테이트, 마이클 윌튼 | 3:32      |
| 2. | 〈I Dream in Infrared〉    | 테이트, 윌튼                            | 4:19      |
| 3. | 〈The Whisper〉            | 디가모                                  | 3:35      |
| 4. | 〈Gonna Get Close to You〉 | 리사 달벨로                             | 4:37      |
| 5. | 〈The Killing Words〉      | 디가모, 테이트                          | 3:56      |
| 6. | 〈Surgical Strike〉        | 테이트, 윌튼                            | 3:20      |

| #   | 제목                                  | 작사·작곡            | 재생 시간 |
| --- | ------------------------------------- | -------------------- | --------- |
| 7.  | 〈Neue Regel〉                        | 디가모, 테이트       | 4:58      |
| 8.  | 〈Chemical Youth (We Are Rebellion)〉 | 테이트, 윌튼         | 4:15      |
| 9.  | 〈London〉                            | 디가모, 테이트, 윌튼 | 5:04      |
| 10. | 〈Screaming in Digital〉              | 디가모, 테이트, 윌튼 | 3:39      |
| 11. | 〈I Will Remember〉                   | 디가모               | 4:24      |

## 인증
| 국가                       | 인증 | 판매량/출하량 |
| -------------------------- | ---- | ------------- |
| 미국 (RIAA)                | 골드 | 500,000^      |
| ^출하량을 기반으로 한 인증 |      |               |